# جون هام (سياسي)
جون هام هو سياسي كندي، ولد في 8 أبريل 1938 في غلاسكو الجديدة، نوفاسكوشيا في كندا. نشط حزبياً في جمعية المحافظين التقدمية لنوفا سكوشا. وقد انتخب عضو مجلس نواب نوفا سكوشا ‏ (25 مايو 1993 – 13 يونيو 2006) وانتخب رئيس وزراء نوفا سكوتيا ‏ (16 أغسطس 1999 – 24 فبراير 2006).